# Міхаель Рот
Міхаель Рот (нім. Michael Roth; нар. 24 серпня 1970, Герінген) — німецький політик (СДП). З 1998 року — член Бундестагу, а з 17 грудня 2013 року до 7 грудня 2021 року — державний міністр (парламентський державний секретар) з європейських питань у МЗС Німеччини у третьому та четвертому урядах Анґели Меркель. З січня 2014 року Рот є також представником німецького-французького співробітництва.

## Освіта
Після завершення шкільного навчання у 1990 році в Герінгені та проходження альтернативної служби у 1991 році, отримавши стипендію Фонду ім. Фрідріха Еберта, Рот розпочав навчання з політології, публічного права, германістики та соціології у Франкфуртському університеті, де він у 1997 році отримав диплом з політології. З 2000 по 2002 роки він був доцентом в інституті з політології ім. Отто Зура у Вільному університеті Берліна.
24 серпня 2012 року Міхаель Рот одружився з своїм партнером. Богослужіння з благословенням пари відбулося у церкві в Ротенбурзі-на-Фульді.

## Політична кар'єра

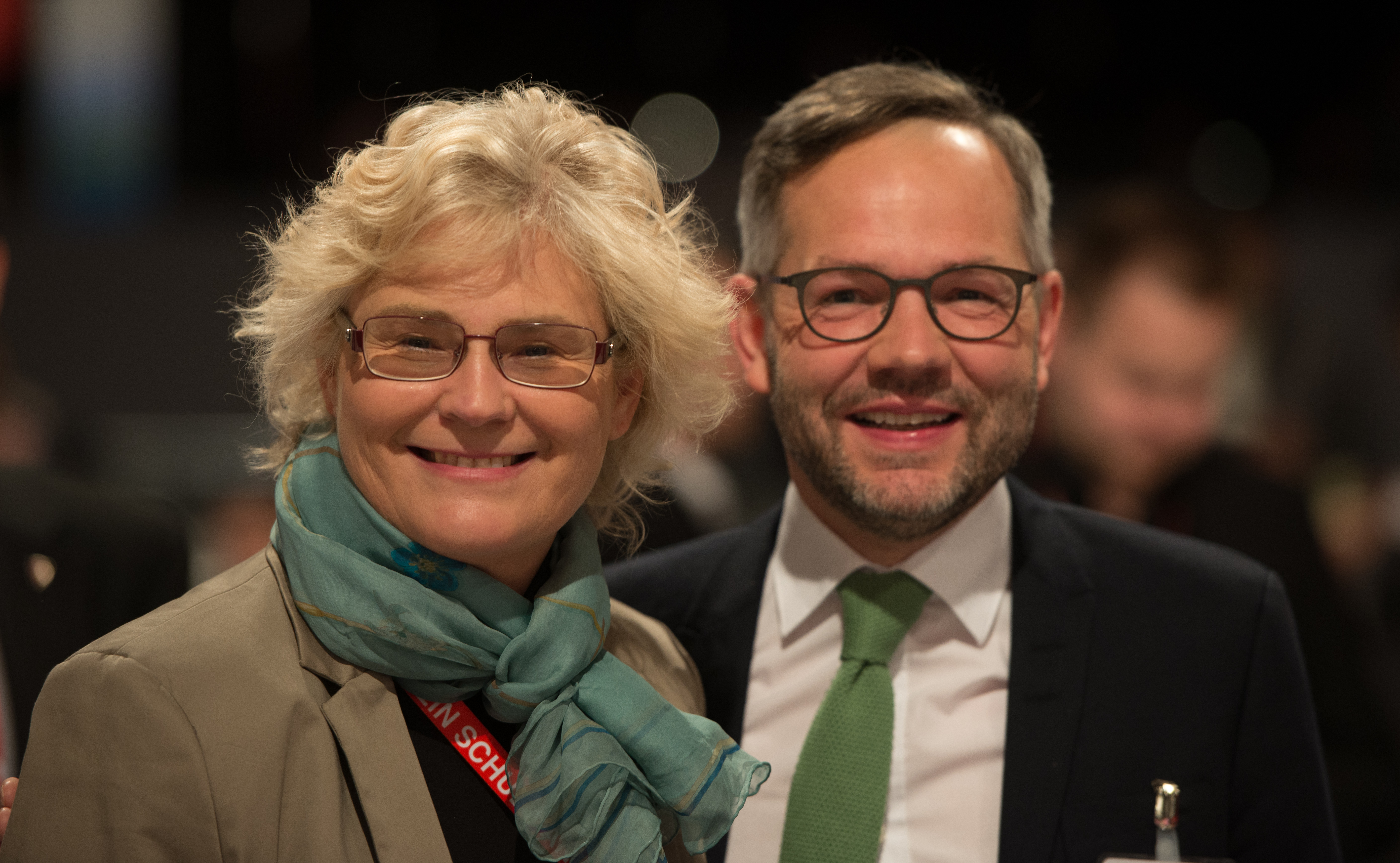
Міхаель Рот з міністеркою юстиції Крістіною Ламбрехт на федеральному з'їзді СДП у 2017 році

Ще будучи учнем, у 1987 році Рот вступив у Соціал-демократичну партію Німеччини (СДП). Спочатку він був активним членом Союзу молодих соціалістів, де з 1993 по 1995 роки був заступником федерального голови. Там він вважався недогматичним реформаторським соціалістом. З 1996 по 2015 роки Рот належав до ради правління регіональної СДП у Північному Гессені та з 2001 по 2011 роки був головою СДП регіону Герсфельд-Ротенбург. 
З 2009 по 2014 роки Міхаель Рот був генеральним секретарем відділення СДП у Гессені. З 2015 року він є членом земельної ради правління СДП Гессен.
На федеральному з'їзді СДП 8 грудня 2017 року Міхаель Рот був обраний у раду правління СДП.
Рот характеризує себе як емансипованого, демократичного соціаліста.
На початку липня 2019 року Рот висунув свою кандидатуру на голову СДП разом із своєю партійною колегою Крістіною Кампманн.

## Член Бундестагу
На виборах до Бундестагу 1998 року Міхаель Рот вперше пройшов у парламент на виборчому окрузі Герсфельд. У 2002 році він знову пройшов у Бундестаг на новоутвореному виборчому окрузі Верра-Майснер – Герсфельд-Ротенбург, набравши 54,9% голосів. Також на наступних чотирьох виборах до Бундестагу Міхаель Рот вигравав вибори на мажоритарному окрузі, отримувавши відповідно 51,7% (2005), 40,4% (2009), 43,1% (2013) та 41,2% (2017) голосів.
З 2010 по 2013 роки Міхаель Рот був європейським спікером федеральної фракції СДП. З 2009 по 2014 роки та з вересня 2017 року Рот очолює земельну групу СДП Гессена у Бундестазі. Він належить до Парламентських лівих фракції СДП.
9 березня 2013 року Міхаель Рот був обраний головним кандидатом гессенських соціал-демократів на вибори до Бундестагу 2013 року. На земельному з'їзді партії у Ганау він був обраний делегатами, отримавши 89% голосів та зайнявши перше місце в земельних списках. На наступних коаліційних переговорах ХДС, ХСС і СДП Рот був членом робочої групи «Зовнішні справи, оборона та співробітництво в галузі розвитку».
На вибори до Бундестагу 2017 року Міхаель Рот був вибраний 95,4% голосів делегатів на перше місце у партійних списках землі Гессен на земельному з'їзді СДП у Касселі. На переговорах щодо формування коаліції ХДС, ХСС та СДП Рот очолював робочу групу «Мистецтво, культура, креативна економіка та медіа» та був членом робочої групи «Європа».

## Державний міністр з європейських питань
З 17 грудня 2013 року Міхаель Рот займає пост державного міністра з європейських питань у МЗС Німеччини у третьому та четвертому урядах Анґели Меркель. З січня 2014 року Рот є також представником німецького-французького співробітництва.
Займаючи пост державного міністра з європейських питань у ранзі парламентського державного секретаря, Міхаель Рот є політичним представником Федерального міністерства закордонних справ Німеччини. На цій посаді Рот працював разом із трьома міністрами закордонних справ: Франком-Вальтером Штайнмаєром (2013–2017), Зіґмаром Ґабріелем (2017–2018) та Гайком Маасом (з березня 2018 року).
На посаді державного міністра з європейських питань Рот відповідає за всі справи Європейського Союзу, Східної Європи, країн Західного Балкану, Росії, Туреччини, за питання з прав людини, міжрелігійного діалогу, життя євреїв, а також за міжнародні справи ЛГБТІ та ромів.
Міхаель Рот бере участь у засіданнях уряду як голова комітету європейських державних секретарів. Він представляє німецький уряд у Раді з загальних питань Європейського Союзу. Перш за все, Рот виступає за зміцнення основних цінностей та верховенство права в ЄС. Також у своїх виступах він підкреслює необхідність укріплення соціальної згуртованості в ЄС, щоб протистояти втраті довіри населення до ЄС.
У квітні 2017 року Рот був обраний на посаду голови Асоціації соціал-демократичних міністрів у Раді з загальних питань Європейського Союзу. На цій посаді він став наступником Арлема Дезіра.

## Позапартійна діяльність
Міхаель Рот є головою наглядової ради Центру міжнародних операцій з підтримки миру (ZIF), членом ради правління Німецько-французького інституту (DFI), членом кураторію Інституту європейської політики (IEP), членом ради Фонду ім. Адама фон Тротта, Імсгаузен, а також членом ради Фонду «Втеча, вигнання, примирення» (SFVV) та Німецького фонду миротворчих досліджень.
З 2004 року Рот є членом земельного синоду Євангелічної церкви Кургессена-Вальдека та палати громадської відповідальності Євангелічної церкви Німеччини.